# Serie A 1973 (Ecuador)
La Serie A 1973 è stata la 15ª edizione della massima serie del campionato di calcio dell'Ecuador ed è stata vinta dall'El Nacional.

## Formula
Il campionato subisce un altro mutamento di formula: le 12 squadre si affrontano dapprima in un girone unico, da cui vengono selezionate le prime 8 per la seconda fase; le ultime 4 invece passano al girone per la retrocessione, che determina le 2 squadre che nel 1974 avrebbero partecipato alla Serie B. Dal girone a 8, invece, vengono selezionate le tre migliori formazioni per numero complessivo di punti. Le 3 così qualificate passano all'ultima fase, che comprende una semifinale e una finale.

## Prima fase
|  | Pos. | Squadra              | Pt | G  | V  | N  | P  | GF | GS | DR  |
|  | ---- | -------------------- | -- | -- | -- | -- | -- | -- | -- | --- |
|  | 1.   | Barcelona SC         | 29 | 22 | 10 | 9  | 3  | 34 | 17 | +17 |
|  | 2.   | Universidad Católica | 28 | 22 | 19 | 8  | 4  | 25 | 24 | +1  |
|  | 3.   | El Nacional          | 27 | 22 | 8  | 11 | 3  | 28 | 22 | +6  |
|  | 4.   | LDU Portoviejo       | 26 | 22 | 9  | 8  | 5  | 38 | 24 | +14 |
|  | 5.   | América de Quito     | 22 | 22 | 9  | 4  | 9  | 30 | 24 | +6  |
|  | 5.   | Deportivo Quito      | 22 | 22 | 8  | 6  | 8  | 32 | 35 | -3  |
|  | 7.   | Nueve de Octubre     | 21 | 22 | 7  | 7  | 8  | 25 | 21 | +4  |
|  | 7.   | Emelec               | 21 | 22 | 9  | 3  | 10 | 29 | 27 | +2  |
|  | 7.   | Macará               | 21 | 22 | 7  | 7  | 8  | 34 | 39 | -5  |
|  | 10.  | Deportivo Cuenca     | 20 | 22 | 8  | 4  | 10 | 25 | 23 | +2  |
|  | 11.  | Atlético Riobamba    | 14 | 22 | 3  | 8  | 11 | 20 | 44 | -24 |
|  | 12.  | Guayaquil Sport      | 13 | 22 | 5  | 3  | 14 | 20 | 40 | -20 |

### Girone per la retrocessione
|  | Pos. | Squadra           | Pt | G  | V | N | P | GF | GS | DR  |
|  | ---- | ----------------- | -- | -- | - | - | - | -- | -- | --- |
|  | 1.   | Deportivo Cuenca  | 17 | 12 | 7 | 3 | 2 | 21 | 5  | +16 |
|  | 2.   | Macará            | 12 | 12 | 4 | 5 | 3 | 18 | 13 | +5  |
|  | 3.   | Atlético Riobamba | 9  | 12 | 1 | 7 | 4 | 5  | 12 | -7  |
|  | 3.   | Guayaquil Sport   | 9  | 12 | 2 | 5 | 5 | 10 | 23 | -13 |

## Seconda fase
|  | Pos. | Squadra              | Pt | G  | V | N | P | GF | GS | DR  |
|  | ---- | -------------------- | -- | -- | - | - | - | -- | -- | --- |
|  | 1.   | Universidad Católica | 19 | 14 | 8 | 3 | 3 | 21 | 10 | +11 |
|  | 2.   | El Nacional          | 18 | 14 | 6 | 6 | 2 | 27 | 13 | +14 |
|  | 2.   | Deportivo Quito      | 18 | 14 | 7 | 4 | 3 | 23 | 21 | +2  |
|  | 4.   | Emelec               | 17 | 14 | 7 | 3 | 4 | 24 | 18 | +6  |
|  | 5.   | Barcelona SC         | 13 | 14 | 5 | 3 | 6 | 19 | 20 | -1  |
|  | 6.   | LDU Portoviejo       | 11 | 14 | 2 | 7 | 5 | 11 | 20 | -9  |
|  | 7.   | América de Quito     | 10 | 14 | 2 | 6 | 6 | 9  | 21 | -12 |
|  | 8.   | Nueve de Octubre     | 6  | 14 | 0 | 6 | 8 | 9  | 20 | -11 |

## Fase finale

### Semifinale

#### Andata
| Quito                                                                                     | El Nacional | 3 – 2 referto  | Barcelona | Estadio Olímpico Atahualpa |
| \| \| \| \| \| Peláez 43’ (aut.) Ron 58’ Paz y Miño 82’ \| Marcatori \| 65’, 88’ Muñoz \| |             |                |           |                            |
|                                                                                           |             |                |           |                            |
| Peláez 43’ (aut.) Ron 58’ Paz y Miño 82’                                                  | Marcatori   | 65’, 88’ Muñoz |           |                            |

#### Ritorno
| Guayaquil                                                                     | Barcelona | 3 – 2 referto        | El Nacional | Estadio Modelo Alberto Spencer |
| \| \| \| \| \| Paes 8’, 20’ Muñoz 70’ \| Marcatori \| 25’ (rig.) Estupiñán \| |           |                      |             |                                |
|                                                                               |           |                      |             |                                |
| Paes 8’, 20’ Muñoz 70’                                                        | Marcatori | 25’ (rig.) Estupiñán |             |                                |

#### Spareggio
| Cuenca                                                             | El Nacional | 2 – 0 referto | Barcelona | Estadio Alejandro Serrano Aguilar |
| \| \| \| \| \| Cabezas 24’ (rig.) Estupiñán 44’ \| Marcatori \| \| |             |               |           |                                   |
|                                                                    |             |               |           |                                   |
| Cabezas 24’ (rig.) Estupiñán 44’                                   | Marcatori   |               |           |                                   |

### Finale

#### Andata
| Quito                                                          | El Nacional | 2 – 0 referto | Universidad Católica | Estadio Olímpico Atahualpa |
| \| \| \| \| \| Estupiñán 19’ Paz y Miño 69’ \| Marcatori \| \| |             |               |                      |                            |
|                                                                |             |               |                      |                            |
| Estupiñán 19’ Paz y Miño 69’                                   | Marcatori   |               |                      |                            |

#### Ritorno
| Quito 4 febbraio 1974                                                                                 | Universidad Católica | 3 – 3 referto                      | El Nacional | Estadio Olímpico Atahualpa |
| \| \| \| \| \| Guerra 27’ Villalba 38’ Vera 79’ \| Marcatori \| 20’ Paz y Miño 51’ Cabezas 56’ Ron \| |                      |                                    |             |                            |
| |                      |                                    |             |                            |
| Guerra 27’ Villalba 38’ Vera 79’                                                                      | Marcatori            | 20’ Paz y Miño 51’ Cabezas 56’ Ron |             |                            |

## Verdetti
- El Nacional campione nazionale
- El Nacional e Universidad Católica in Coppa Libertadores 1974
- Atlético Riobamba e Guayaquil Sport retrocessi.

## Classifica marcatori
| Gol |  |  | Giocatore         | Squadra          |
| --- |  |  | ----------------- | ---------------- |
| 18  |  |  | Ángel Marín       | América de Quito |
| 16  |  |  | Félix Lasso       | Emelec           |
| 15  |  |  | Ítalo Estupiñán   | El Nacional      |
| 14  |  |  | Juan de Mario     | Macará           |
| 13  |  |  | Gonzalo Castañeda | Emelec           |
| 13  |  |  | Nelsinho          | Barcelona SC     |
| 13  |  |  | Rafael Robila     | LDU Portoviejo   |